# János Farkas
Pour les articles homonymes, voir Farkas.
János Farkas (né le 27 mars 1942 à Budapest en Hongrie et mort le 29 septembre 1989 dans la même ville) était un joueur de football hongrois.

## Biographie
Il joue dans sa carrière de club au Vasas SC. Il joue 33 fois et inscrit 19 buts pour l'équipe de Hongrie de football entre 1961 et 1969, et participe à la coupe du monde de football 1962, l'Euro 1964, et la coupe du monde de football 1966. Il gagne aussi la médaille d'or aux Football aux Jeux olympiques d'été de 1964.
Il est surtout connu pour son but mémorable inscrit lors du mondial 1966 face au Brésil, contribuant à une victoire sensationnelle de son équipe 3 buts à 1 contre les champions du monde en titre. 
Le 28 septembre 1966, deux mois après la fin de la Coupe du mone 1966 qui a vu la sélection hongroise s'incliner péniblement en quart de finale face à l'Union Soviétique, il se paye l'équipe de France de football d'un quadruplé (le dernier qu'elle subira de son histoire) pour un score final 4 à 2 au Népstadion.
Il finit sa carrière à 30 ans puis devient gastronome. Il meurt à l'âge de 47 ans d'une attaque cardiaque. Un tournoi de football de jeunes est nommé en son honneur après sa mort.